# Euphorbia applanata
Euphorbia applanata là một loài thực vật có hoa trong họ Đại kích. Loài này được Thulin & Al-Gifri mô tả khoa học đầu tiên năm 1995.